# 圣让达尔韦
圣让达尔韦（法語：Saint-Jean-d'Arvey，法語發音：[sɛ̃ ʒɑ̃ daʁvɛ]）是法国萨瓦省的一个市镇，属于尚贝里区。

## 地理
圣让达尔韦（45°35'10"N, 5°59'47"E）面积13.01 平方千米，位于法国奥弗涅-罗讷-阿尔卑斯大区萨瓦省，该省份为法国东部省份，历史上为薩伏依的一部分，北起上萨瓦省，西接伊泽尔省和安省，南部和东部与上阿尔卑斯省和意大利接壤。
与圣让达尔韦接壤的市镇（或旧市镇、城区）包括：巴尔比、屈列讷、莱代塞尔、圣阿尔邦莱斯、图瓦里。

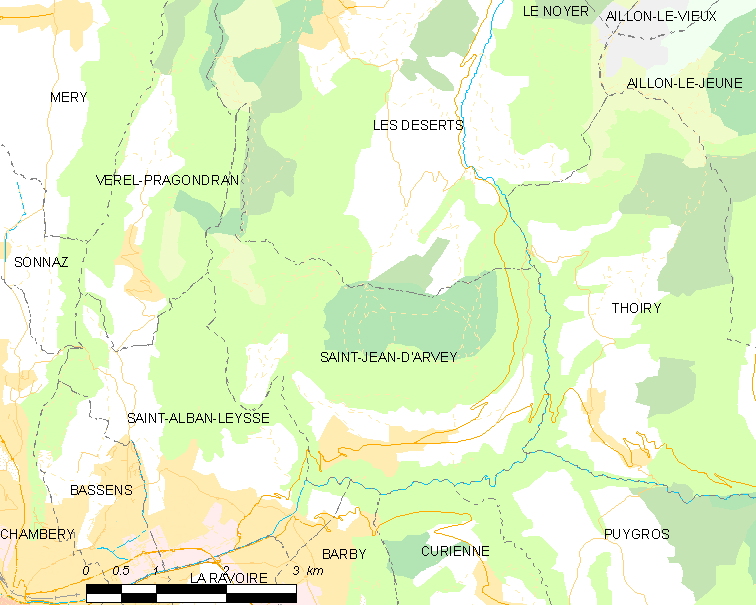
圣让达尔韦的OSM定位图

圣让达尔韦的时区为UTC+01:00、UTC+02:00（夏令时）。

## 行政
圣让达尔韦的邮政编码为73230，INSEE市镇编码为73243。

## 政治
圣让达尔韦所属的省级选区为圣阿尔邦莱斯县。

## 人口

1962-2008年间圣让达尔韦人口变化图示

圣让达尔韦于2022年1月1日时的人口数量为1704人。